# Terminalia psilantha
Terminalia psilantha är en tvåhjärtbladig växtart som beskrevs av A.C. Smith. Terminalia psilantha ingår i släktet Terminalia och familjen Combretaceae. Inga underarter finns listade i Catalogue of Life.